# Тримерно пространство
Вижте пояснителната страница за други значения на 3D.
Триизмерно пространство (3D) е геометричен 3-параметров модел на физичния свят (без да се отчита време), в който ние съществуваме. Тези три измерения са обикновено наричани дължина, ширина и височина или дълбочина, и те не лежат в една равнина.
Във физика и математиката, последователност от n числа може да се разбира като положение в n-измерното пространство. При n = 3, съвкупността от всички тези положения се нарича 3-измерно евклидово пространство. Често се представя чрез символа {\displaystyle \scriptstyle {\mathbb {R} }^{3}}. Това пространство е само пример за голямото разнообразие от пространства и като разположено в три измерения е наричано 3-вариативно.
|  | Тази страница частично или изцяло представлява превод на страницата Three-dimensional space в Уикипедия на английски. Оригиналният текст, както и този превод, са защитени от Лиценза „Криейтив Комънс – Признание – Споделяне на споделеното“, а за съдържание, създадено преди юни 2009 година – от Лиценза за свободна документация на ГНУ. Прегледайте историята на редакциите на оригиналната страница, както и на преводната страница, за да видите списъка на съавторите. ВАЖНО: Този шаблон се отнася единствено до авторските права върху съдържанието на статията. Добавянето му не отменя изискването да се посочват конкретни източници на твърденията, които да бъдат благонадеждни. |